# Alice TV
Alice TV este un canal privat de televiziune disponibil în Italia la nivel național. Aparține grupului media LT Multimedia.
Este un canal de televiziune bucătărie.